# Feliks Dekowski
Feliks Dekowski (ur. 30 stycznia 1827 w Grabowie, zm. 8 maja 1876 w Gdańsku) – prawnik, właściciel ziemski i poseł do Reichstagu Związku Północnoniemieckiego.

## Życiorys
Urodzony w Grabowie, które było wtedy częścią powiatu Löbau w Królestwie Prus. Uczęszczając do gimnazjum w Chełmnie, należał do Towarzystwa Filomatycznego, tajnej organizacji poświęconej nauce polskiego języka i literatury, za co został aresztowany w 1846 roku, wraz z innymi uczniami. Został zwolniony po przesłuchaniu.
W latach 1849-1852 studiował prawo w Berlinie, a w 1859 został asesorem. Od 1861 był sędzią sądu grodzkiego w Wejherowie. Wtedy też został wybrany na posła do Izby Posłów Landtagu Pruskiego jako członek Koła Polskiego. Landtag opuścił dopiero gdy został wybrany do Reichstagu Związku Północnoniemieckiego z okręgu wyborczego Tuchola-Chojnice.
W 1863 ożenił się z Anastazją Warszewską, właścicielką dworku w Robakowie. Para miała pięcioro dzieci: Mieczysława, Kazimierza, Feliksa, Wandę i Stanisława.
Został mianowany radcą Sądu Powiatowego w 1871, a w następnym roku osiadł w Gdańsku, gdzie praktykował jako adwokat i notariusz aż do śmierci w 1876 roku. Został pochowany na gdańskim cmentarzu.